# Comment ça va
Comment ça va is een nummer van de Nederlandse boyband The Shorts dat werd geschreven door Eddy de Heer. Het nummer is afkomstig van het gelijknamige debuutalbum "Comment ca va" uit 1983. Op 9 februari dat jaar werd het nummer op single uitgebracht in Europa.

## Achtergrond
In 1983 bevond de Nederlandse platenindustrie zich in een diepe crisis na winstgevende jaren daarvoor. De labels waren uiterst zorgvuldig met het uitbrengen van nieuwe platen, met name die uit het “goedkope circuit”. Een van de getroffen liedjes was Comment ça va. Muziekproducent Harry Knipschild, werkend A&R manager bij Polydor bood de plaat daar aan. Hij had al voor de muziekproducent Jack Jersey 6000 gulden vrijgemaakt. Echter, pluggers van die maatschappij zagen er niets in en wisten de directeur over te halen het niet in hun stal toe te laten. Knipscheer stapte vervolgens naar EMI Nederland, die kochten het product tegen de opnamekosten en brachten het uit.
In Nederland en België stond de single op nummer 1. Het langst stond de plaat genoteerd in de Franse hitparade, 34 weken in 1983 en nogmaals een week in 1984. Wereldwijd waren er tot en met 1985 al meer dan 3 miljoen exemplaren verkocht. Voor het internationale succes van de plaat werden The Shorts dat jaar bekroond met de Conamus Exportprijs. Comment ça va was in Nederland de bestverkochte single van 1983 en stond derhalve op eerste plaats van zowel de Top 100 van 1983 van de Nationale Hitparade als de jaarlijst van de Nederlandse Top 40.
De Heer schreef het nummer aanvankelijk in het Engels. Op verzoek van EMI werd er een Nederlandse tekst op geschreven door Jack de Nijs, beter bekend als Jack Jersey. Volgens het opschrift op de single zelf zou er uiteindelijk een Nederlandstalige versie van de hand van Eddy de Heer zijn verschenen. Het refrein is in het Frans. Verder verscheen er nog een Duitstalige versie van het nummer dat een hit werd in de Duitstalige landen.
Het lied gaat over een jongen die op vakantie is in Parijs en daar een meisje ontmoet in een discotheek. In zijn beste Frans (het refrein) maakt hij contact met haar. In de zomer van 2021 wordt het lied gebruikt in een tv-commercial van Albert Heijn, die daarop teruggrijpt.
Er verschenen covers door andere artiesten als Kikki Danielsson (1983, nummer 3 in de Noorse hitlijst), Ingmar Nordströms (1983), Franz Lambert (1984), De Sjonnies (1993), Sam Gooris (1999), Hanny-D (2009), The Sunsets (2011) en Patrick Sébastien (2011).

## Hitnoteringen

### Nederland en België
| Nederlandse Top 40: 30-04-1983 t/m 23-07-1983 | Nederlandse Top 40: 30-04-1983 t/m 23-07-1983 | Nederlandse Top 40: 30-04-1983 t/m 23-07-1983 | Nederlandse Top 40: 30-04-1983 t/m 23-07-1983 | Nederlandse Top 40: 30-04-1983 t/m 23-07-1983 | Nederlandse Top 40: 30-04-1983 t/m 23-07-1983 | Nederlandse Top 40: 30-04-1983 t/m 23-07-1983 | Nederlandse Top 40: 30-04-1983 t/m 23-07-1983 | Nederlandse Top 40: 30-04-1983 t/m 23-07-1983 | Nederlandse Top 40: 30-04-1983 t/m 23-07-1983 | Nederlandse Top 40: 30-04-1983 t/m 23-07-1983 | Nederlandse Top 40: 30-04-1983 t/m 23-07-1983 | Nederlandse Top 40: 30-04-1983 t/m 23-07-1983 | Nederlandse Top 40: 30-04-1983 t/m 23-07-1983 | Nederlandse Top 40: 30-04-1983 t/m 23-07-1983 |
| Week:                                         | 1                                             | 2                                             | 3                                             | 4                                             | 5                                             | 6                                             | 7                                             | 8                                             | 9                                             | 10                                            | 11                                            | 12                                            | 13                                            |                                               |
| --------------------------------------------- | --------------------------------------------- | --------------------------------------------- | --------------------------------------------- | --------------------------------------------- | --------------------------------------------- | --------------------------------------------- | --------------------------------------------- | --------------------------------------------- | --------------------------------------------- | --------------------------------------------- | --------------------------------------------- | --------------------------------------------- | --------------------------------------------- | --------------------------------------------- |
| Positie                                       | 36                                            | 24                                            | 12                                            | 3                                             | 2                                             | 1                                             | 1                                             | 1                                             | 2                                             | 4                                             | 9                                             | 20                                            | 30                                            | uit                                           |

| Nederlandse Nationale Hitparade: 07-05-1983 t/m 13-10-1983 | Nederlandse Nationale Hitparade: 07-05-1983 t/m 13-10-1983 | Nederlandse Nationale Hitparade: 07-05-1983 t/m 13-10-1983 | Nederlandse Nationale Hitparade: 07-05-1983 t/m 13-10-1983 | Nederlandse Nationale Hitparade: 07-05-1983 t/m 13-10-1983 | Nederlandse Nationale Hitparade: 07-05-1983 t/m 13-10-1983 | Nederlandse Nationale Hitparade: 07-05-1983 t/m 13-10-1983 | Nederlandse Nationale Hitparade: 07-05-1983 t/m 13-10-1983 | Nederlandse Nationale Hitparade: 07-05-1983 t/m 13-10-1983 | Nederlandse Nationale Hitparade: 07-05-1983 t/m 13-10-1983 | Nederlandse Nationale Hitparade: 07-05-1983 t/m 13-10-1983 | Nederlandse Nationale Hitparade: 07-05-1983 t/m 13-10-1983 | Nederlandse Nationale Hitparade: 07-05-1983 t/m 13-10-1983 | Nederlandse Nationale Hitparade: 07-05-1983 t/m 13-10-1983 | Nederlandse Nationale Hitparade: 07-05-1983 t/m 13-10-1983 | Nederlandse Nationale Hitparade: 07-05-1983 t/m 13-10-1983 | Nederlandse Nationale Hitparade: 07-05-1983 t/m 13-10-1983 |
| Week:                                                      | 1                                                          | 2                                                          | 3                                                          | 4                                                          | 5                                                          | 6                                                          | 7                                                          | 8                                                          | 9                                                          | 10                                                         | 11                                                         | 12                                                         | 13                                                         | 14                                                         | 15                                                         |                                                            |
| ---------------------------------------------------------- | ---------------------------------------------------------- | ---------------------------------------------------------- | ---------------------------------------------------------- | ---------------------------------------------------------- | ---------------------------------------------------------- | ---------------------------------------------------------- | ---------------------------------------------------------- | ---------------------------------------------------------- | ---------------------------------------------------------- | ---------------------------------------------------------- | ---------------------------------------------------------- | ---------------------------------------------------------- | ---------------------------------------------------------- | ---------------------------------------------------------- | ---------------------------------------------------------- | ---------------------------------------------------------- |
| Positie:                                                   | 27                                                         | 4                                                          | 2                                                          | 1                                                          | 1                                                          | 1                                                          | 1                                                          | 1                                                          | 2                                                          | 3                                                          | 9                                                          | 13                                                         | 20                                                         | 25                                                         | 47                                                         | uit                                                        |

| Vlaamse Top 30: 21-05-1983 t/m 13-08-1983 | Vlaamse Top 30: 21-05-1983 t/m 13-08-1983 | Vlaamse Top 30: 21-05-1983 t/m 13-08-1983 | Vlaamse Top 30: 21-05-1983 t/m 13-08-1983 | Vlaamse Top 30: 21-05-1983 t/m 13-08-1983 | Vlaamse Top 30: 21-05-1983 t/m 13-08-1983 | Vlaamse Top 30: 21-05-1983 t/m 13-08-1983 | Vlaamse Top 30: 21-05-1983 t/m 13-08-1983 | Vlaamse Top 30: 21-05-1983 t/m 13-08-1983 | Vlaamse Top 30: 21-05-1983 t/m 13-08-1983 | Vlaamse Top 30: 21-05-1983 t/m 13-08-1983 | Vlaamse Top 30: 21-05-1983 t/m 13-08-1983 | Vlaamse Top 30: 21-05-1983 t/m 13-08-1983 | Vlaamse Top 30: 21-05-1983 t/m 13-08-1983 | Vlaamse Top 30: 21-05-1983 t/m 13-08-1983 |
| Week:                                     | 1                                         | 2                                         | 3                                         | 4                                         | 5                                         | 6                                         | 7                                         | 8                                         | 9                                         | 10                                        | 11                                        | 12                                        | 13                                        |                                           |
| ----------------------------------------- | ----------------------------------------- | ----------------------------------------- | ----------------------------------------- | ----------------------------------------- | ----------------------------------------- | ----------------------------------------- | ----------------------------------------- | ----------------------------------------- | ----------------------------------------- | ----------------------------------------- | ----------------------------------------- | ----------------------------------------- | ----------------------------------------- | ----------------------------------------- |
| Positie:                                  | 26                                        | 10                                        | 5                                         | 3                                         | 1                                         | 1                                         | 1                                         | 1                                         | 5                                         | 8                                         | 18                                        | 23                                        | 31                                        | uit                                       |

### Noteringen in andere landen
Hieronder staan de hitnoteringen in andere landen in verschillende taalversies van de coupletten. In Noorwegen was er concurrentie van Kikki Danielsson die het lied hetzelfde jaar coverde en er een nummer 3-hit mee had.
| Land        | pieknotering | aantal weken |
| ----------- | ------------ | ------------ |
| Frankrijk   | 2            | 35           |
| Duitsland   | 5            | 20           |
| Oostenrijk  | 5            | 12           |
| Zwitserland | 6            | 11           |
| Noorwegen   | 8            | 1            |

### NPO Radio 2 Top 2000
| Nummer met noteringen in de NPO Radio 2 Top 2000 | '00  | '01-'06 | '07  |
| ------------------------------------------------ | ---- | ------- | ---- |
| Comment ça va                                    | 1424 | -       | 1965 |

1. ↑  Een '-' betekent dat het nummer niet was genoteerd en een vetgedrukt getal geeft de hoogste notering aan.
2. ↑  2000 was het eerste jaar met een notering voor dit nummer.
3. ↑  Deze tabel is bijgewerkt tot en met de laatste editie (2024).